# Koloniallinguistik
Koloniallinguistik (auch Koloniale und Postkoloniale Linguistik) ist ein junger Zweig der Linguistik (Sprachwissenschaft), der sich mit allen Aspekten sprachlicher Kommunikation in kolonialen und postkolonialen Kontexten beschäftigt. Eine wichtige Rolle spielten hier Missionare (Missionarslinguistik). Die Forschung der Teildisziplin bezieht sich sowohl auf den deutschen wie auf andere Kolonialismen und verbindet sprachwissenschaftliche Theorien und Methoden mit der Perspektive der (Post-)Colonial Studies. Wichtige Bezugswerke sind die Arbeiten Linguistique et colonialisme. Petit traité de glottophagie von Louis-Jean Calvet und Linguistics in a colonial world von James Joseph Errington.

## Themen
Die Koloniallinguistik ist eine sich etablierende Disziplin; sie kann vorläufig in Umrissen dadurch charakterisiert werden, dass man das Themenspektrum skizziert, das sie bisher behandelt oder sich vorgenommen hat. Die Koloniallinguistik befasst sich unter anderem mit folgenden Themen:
- Welche Forschungen werden/wurden zu den indigenen Sprachen (den Sprachen der ortsansässigen Bevölkerungen) der Kolonien betrieben?
- Wie werden die indigenen Sprachen beschrieben und welche Bewertungen fließen in diese Beschreibungen ein?
- Wie gehen Linguisten mit dem Problem um, dass in den indigenen Sprachen Phänomene zu beschreiben sind, die in den Sprachen der Kolonisatoren nicht vorkommen?
- Wie entwickeln sich die indigenen Sprachen in der Kolonialsituation?
- Wie beeinflusst die Sprache der Kolonialherren (die Kolonialsprache) die indigenen Sprachen und welche Einflüsse indigener Sprachen lassen sich in der regionalen Varietät der Sprache der Kolonialherren finden?
- Wie wird die einheimische Bevölkerung aus der Sicht der Kolonialisten dargestellt?

Kurze Zusammenfassungen („abstracts“) zu den Vorträgen der beiden bisher durchgeführten Tagungen, die die genannten Themen anschneiden, finden sich in den unten angeführten Weblinks.

## Tagungen
Jährliche Fachkonferenzen und Workshops in Deutschland finden seit 2009 im Wechsel an den Universitäten Bremen und Wuppertal und am Institut für deutsche Sprache Mannheim statt. Eine International Conference on Colonial and Postcolonial Linguistics fand im September 2013 an der Universität Bremen statt.